# Cecropia albicans
Cecropia albicans, é uma espécie de Cecropia.